# Football League Two
La Football League Two, o League Two (que per raons de patrocini és anomenada al Regne Unit Sky Bet Football League Two) és la tercera competició futbolística de la Football League, i la quarta de la Lliga anglesa de futbol (a sota de la Football League One).
La Football League Two va ser introduïda la temporada 2004-05, i va reemplaçar a la Football League Third Division.

## La Competició
La Football League Two va ser fundada el 1958 sota el nom de Football League Fourth Division.
Hi ha 24 equips a la Football League Two. Durant cada temporada (des d'agost fins al maig), cada equip s'enfronta dues vegades amb la resta, una vegada en el seu estadi i una altra a la dels seus contrincants, en un total de 46 partits per cada equip. Al final de cada temporada els tres primers equips de la classificació, més el guanyador del playoff que es desenvolupa entre els equips que estan entre el quart i setè lloc, ascendeixen a la Football League One i són substituïts pels quatre pitjors de la League One.
Així mateix, els dos equips que finalitzin al fons de la taula de posicions, baixen a la National League, i són reemplaçats pel primer equip de la classificació, més el guanyador del playoff que es desenvolupa entre els equips que estan entre el segon i cinquè lloc d'aquesta divisió.

## Clubs de la temporada 2019-20
| Equip               | Ciutat       | Estadi                       | Capacitat |
| ------------------- | ------------ | ---------------------------- | --------- |
| Bradford City       | Bradford     | Valley Parade                | 25.136    |
| Cambridge United    | Cambridge    | Abbey Stadium                | 8.127     |
| Carlisle United     | Carlisle     | Brunton Park                 | 18.202    |
| Cheltenham Town     | Cheltenham   | Whaddon Road                 | 7.066     |
| Colchester United   | Colchester   | Colchester Community Stadium | 10.105    |
| Crawley Town        | Crawley      | Broadfield Stadium           | 5.996     |
| Crewe Alexandra     | Crewe        | Gresty Road                  | 10.180    |
| Exeter City         | Exeter       | St James Park                | 8.696     |
| Forest Green Rovers | Nailsworth   | The New Lawn                 | 5.147     |
| Grimsby Town        | Grimsby      | Blundell Park                | 9.052     |
| Leyton Orient       | Londres      | Brisbane Road                | 9.271     |
| Macclesfield Town   | Macclesfield | Moss Rose                    | 6.355     |
| Mansfield Town      | Mansfield    | Field Mill                   | 10.000    |
| Morecambe           | Morecambe    | Globe Arena                  | 6.476     |
| Newport County      | Newport      | Rodney Parade                | 7.850     |
| Northampton Town    | Northampton  | Sixfields Stadium            | 7.653     |
| Oldham Athletic     | Oldham       | Boundary Park                | 13.512    |
| Plymouth Argyle     | Plymouth     | Home Park                    | 17.500    |
| Port Vale           | Burslem      | Vale Park                    | 19.052    |
| Salford City        | Salford      | Moor Lane                    | 5.108     |
| Scunthorpe United   | Scunthorpe   | Glanford Park                | 9.088     |
| Stevenage           | Stevenage    | Broadhall Way                | 6.722     |
| Swindon Town        | Swindon      | The County Ground            | 15.728    |
| Walsall             | Walsall      | Bescot Stadium               | 11.300    |

## Palmarès
| Temporada | Campió             | Subcampió           | Tercer             | Guanyador Play-Off                                        |
| --------- | ------------------ | ------------------- | ------------------ | --------------------------------------------------------- |
| 2004-05   | Yeovil Town        | Scunthorpe United   | Swansea City       | Southend United                                           |
| 2005-06   | Carlisle United    | Northampton Town    | Leyton Orient      | Cheltenham Town                                           |
| 2006-07   | Walsall            | Hartlepool United   | Swindon Town       | Bristol Rovers                                            |
| 2007-08   | Milton Keynes Dons | Peterborough United | Hereford United    | Stockport County                                          |
| 2008-09   | Brentford          | Exeter City         | Wycombe Wanderers  | Gillingham                                                |
| 2009-10   | Notts County       | AFC Bournemouth     | Rochdale           | Dagenham & Redbridge                                      |
| 2010-11   | Chesterfield       | Bury                | Wycombe Wanderers  | Stevenage                                                 |
| 2011-12   | Swindon Town       | Shrewsbury Town     | Crawley Town       | Crewe Alexandra                                           |
| 2012-13   | Gillingham         | Rotherham United    | Port Vale FC       | Bradford City                                             |
| 2013-14   | Chesterfield       | Scunthorpe United   | Rochdale           | Fleetwood Town                                            |
| 2014-15   | Burton Albion      | Shrewsbury Town     | Bury               | Southend United                                           |
| 2015-16   | Northampton Town   | Oxford United       | Bristol Rovers     | AFC Wimbledon                                             |
| 2016-17   | Portsmouth         | Plymouth Argyle     | Doncaster Rovers   | Blackpool                                                 |
| 2017-18   | Accrington Stanley | LutonTown           | Wycombe wanderers  | Coventry City                                             |
| 2018-19   | Lincoln City       | Bury                | Milton Keynes Dons | Tranmere Rovers                                           |
| 2019-20   | Crewe Alexandra    | Swindon Town        | Plymouth Argyle    | Scunthorpe City United Sporting Football Club Association |